# Begumabad Budhana
Begumabad Budhana là một thị trấn thống kê (census town) của quận Ghaziabad thuộc bang Uttar Pradesh, Ấn Độ.

## Nhân khẩu
Theo điều tra dân số năm 2001 của Ấn Độ, Begumabad Budhana có dân số 16.248 người. Phái nam chiếm 54% tổng số dân và phái nữ chiếm 46%. Begumabad Budhana có tỷ lệ 62% biết đọc biết viết, cao hơn tỷ lệ trung bình toàn quốc là 59,5%: tỷ lệ cho phái nam là 72%, và tỷ lệ cho phái nữ là 50%. Tại Begumabad Budhana, 15% dân số nhỏ hơn 6 tuổi.